# Fontainebleauskolan

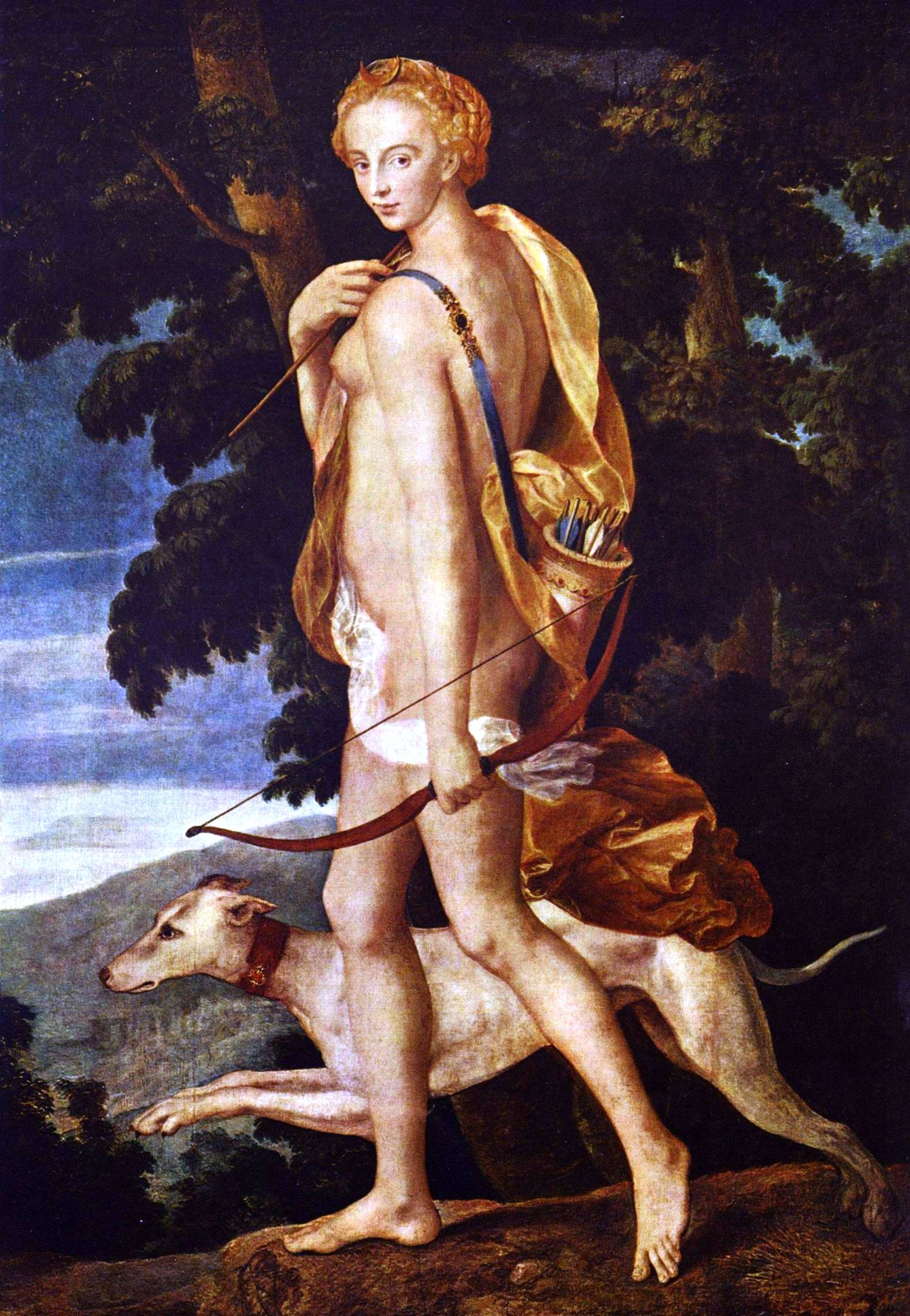
Jaktgudinnan Diana, målning från Fontainebleauskolan cirka 1550

Fontainebleauskolan syftar på två perioder i den franska senrenässansens måleri, som var centrerad kring det kungliga slottet i Fontainebleau. Den första varade 1530–1560 och var den mest betydande. Den andra varade cirka 1590–1610. Fontainebleauskolan var betydelsefull i att skapa den franska versionen av nordlig manierism.